# Davy De Beule
Pour les articles homonymes, voir De Beule.
Davy De Beule, né le 7 novembre 1981, est un footballeur belge.

## Carrière comme joueur
- 1992-déc. 2004 : KSC Lokeren
- jan. 2005-jan. 2009 : KAA La Gantoise
- jan. 2009-mars 2011 : KV Courtrai
- mars 2011-août 2014 : Roda JC
- août 2014-... : FCO Beerschot Wilrijk